# Drei-Städte-Turnen Berlin-Hamburg-Leipzig
Das Drei-Städte-Turnen Berlin-Hamburg-Leipzig war ein bedeutender und traditioneller deutscher Städtewettkampf im Gerätturnen.

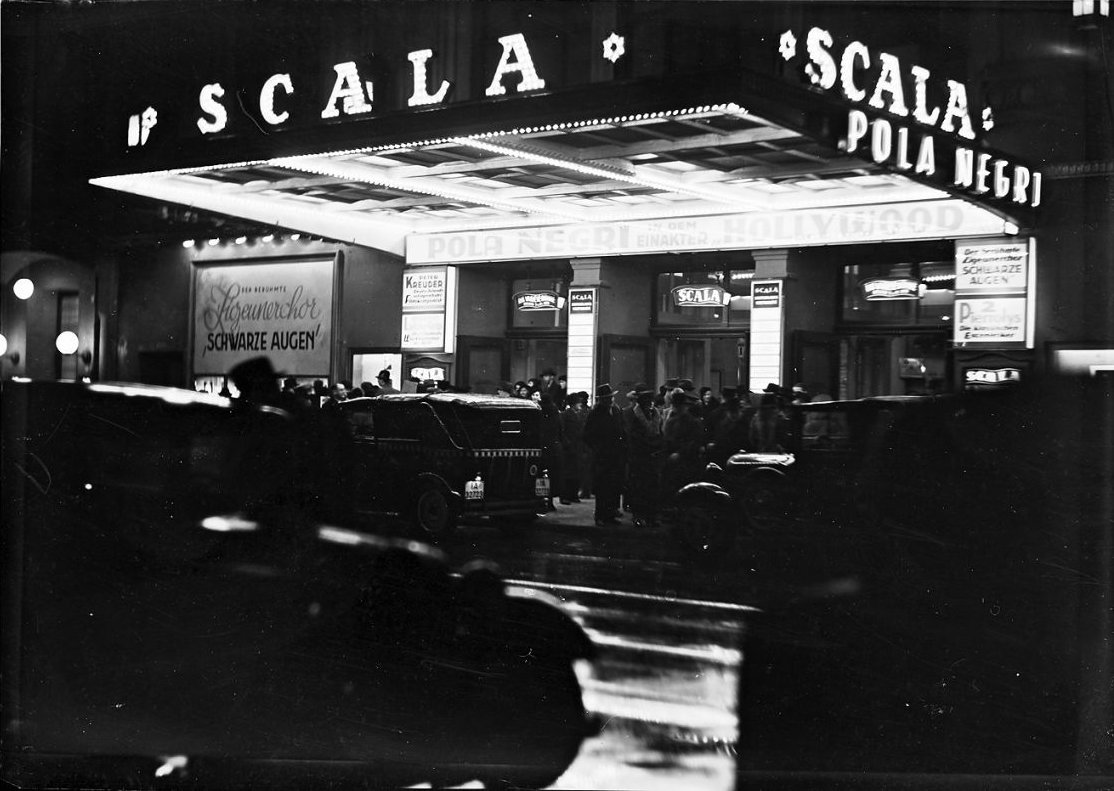
Eingang der Scala, 1936

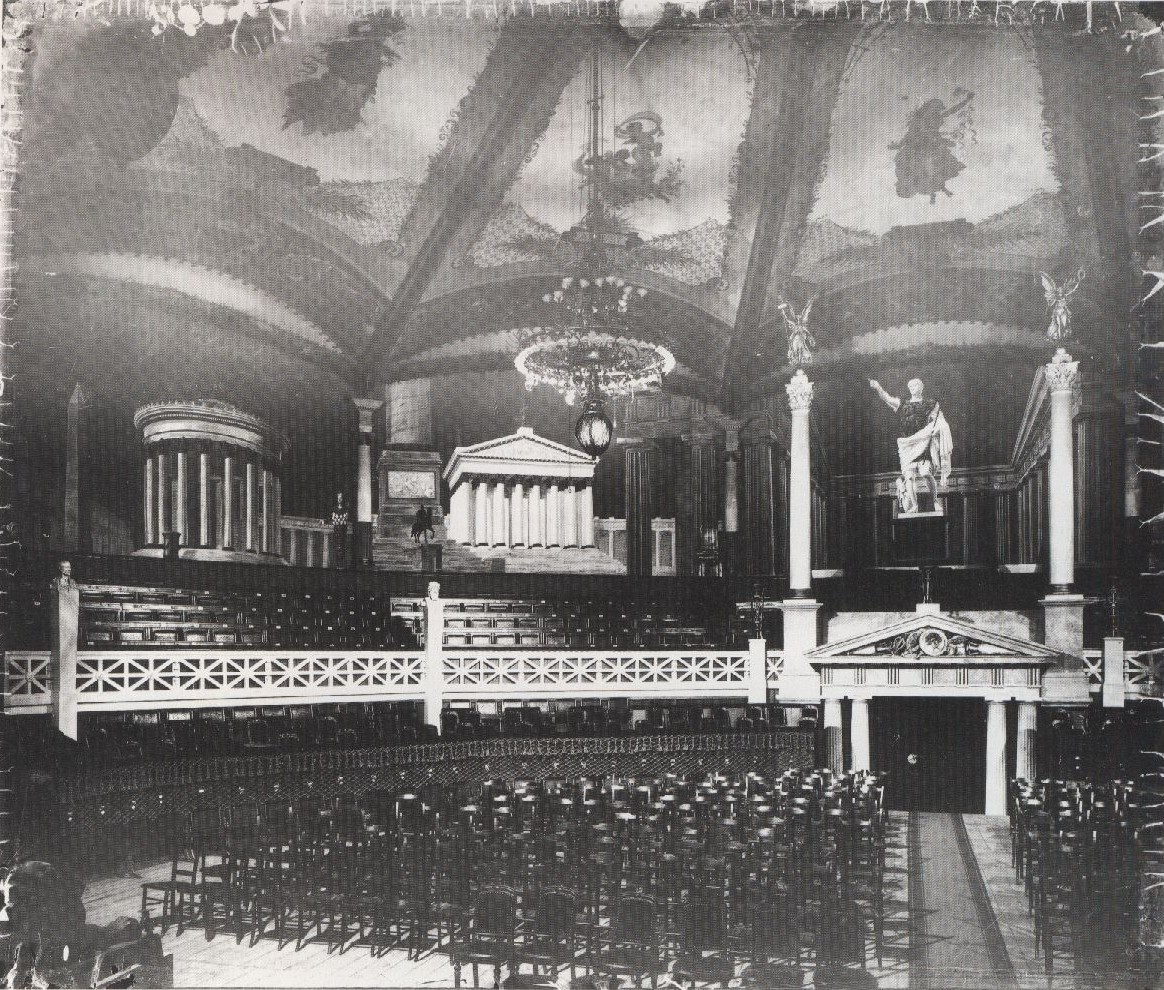
Die Alberthalle Leipzig, einer der Austragungsorte des Drei-Städte-Turnens

## Geschichte des Städtekampfes
Am 24. Oktober 1920 war die St. Pauli-Turnhalle am Heiligengeistfeld in Hamburg erster Austragungsort.
Bei den ersten beiden Wettkämpfen war Leipzig nicht vertreten, ebenso beim 13. Aufeinandertreffen. Insofern ist es erwähnenswert, dass Leipzig dennoch zum 40. Städteturnen im April 1941 mit 18 Siegen, zu 13 für Hamburg und 8 für Berlin in Führung lag. Austragungsorte waren unter anderem der Hamburger Ufa-Palast und die Hanseatenhalle, in Leipzig der Krystallpalast und die große Messehalle und die Berliner Scala, das Große Schauspielhaus oder der Wintergarten. In der Anfangszeit fand der Städtekampf zweimal jährlich statt.
Auch nach dem Zweiten Weltkrieg fand das traditionelle Drei-Städte-Turnen weiter statt. 1957 fand im April die 50. Auflage während des Kalten Kriegs in Leipzig mit einer Gesamt-Berliner Turnerriege statt.

## Wochenschau
- Ufa-Tonwoche Nr. 222, 5. Dezember 1934, Berlin – Theater des Volkes, 28. Städtekampf im Turnen Hamburg – Leipzig – Berlin, Turnübungen an Reck, Barren und Ringen.[5] Video bei youtube.
- Welt im Film Nr. 235/1949 vom 29. November 1949, Thema 4: Berlin: Kunstturnstädtekampf Berlin - Hamburg - Leipzig 03:53 bis 05:10, Filmarchiv des Bundesarchivs
- Welt im Film Nr. 304/1951 vom 30. März 1951, Thema 5d: Hamburg: Kunstturnstädtekampf Hamburg - Berlin - Leipzig 09:26 bis Schluss, Filmarchiv des Bundesarchivs